# Rivalidade Senna–Prost

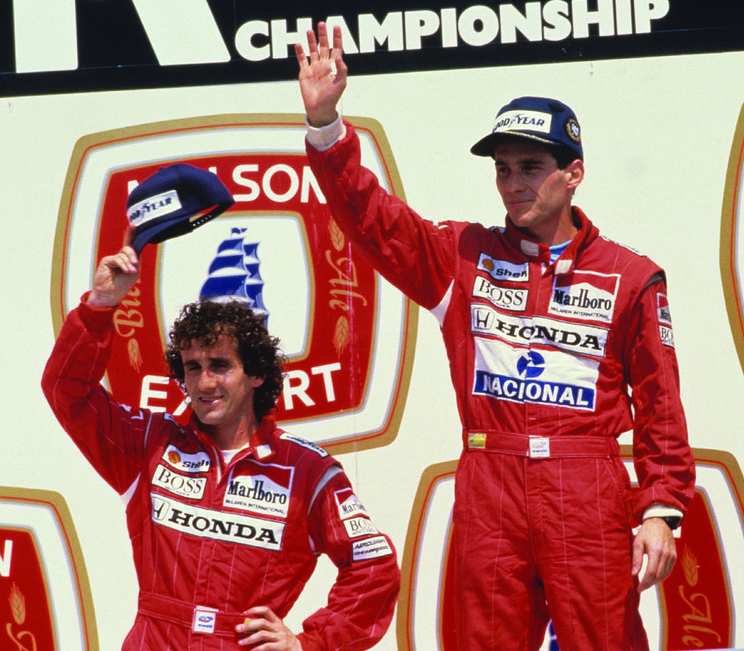
Prost-Senna no pódio em Montreal 1988

A rivalidade Prost-Senna era uma rivalidade da Fórmula 1 entre o piloto brasileiro Ayrton Senna e o piloto francês Alain Prost. A rivalidade foi mais intensa durante o período em que foram companheiros de equipe na McLaren no Campeonato Mundial de Fórmula 1 em 1988 e na temporada do Campeonato Mundial de Fórmula 1 em 1989 . A rivalidade continuou não apenas entre os pilotos, mas também entre os fabricantes quando Prost ingressou na Ferrari em 1990. O relacionamento entre os motoristas era tão polarizador quanto feroz, com confrontos entre os motoristas uma ocorrência regular.
Como companheiros de equipe, Senna e Prost venceram 25 das 32 corridas nas temporadas de 1988 e 1989, significando o domínio puro dos pilotos sobre o campo competitivo e outros fabricantes. Senna teve 14 vitórias e 26 poles, enquanto Prost teve 11 vitórias e 4 poles e conquistou um Campeonato Mundial de Fórmula 1 cada. Como adversário, Senna acumulou 21 vitórias contra 12 de Prost. Durante o período de seis anos (1988-1993) em que a rivalidade estava ativa, Senna venceu 3 Campeonatos Mundiais de Fórmula 1 com Prost ganhando 2 Campeonatos Mundiais de Fórmula 1 no mesmo período, incluindo um hiato de 1 ano por Prost durante a temporada de 1992.

## História

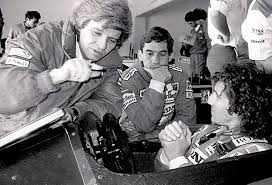
Zandvoort, Prost e Senna

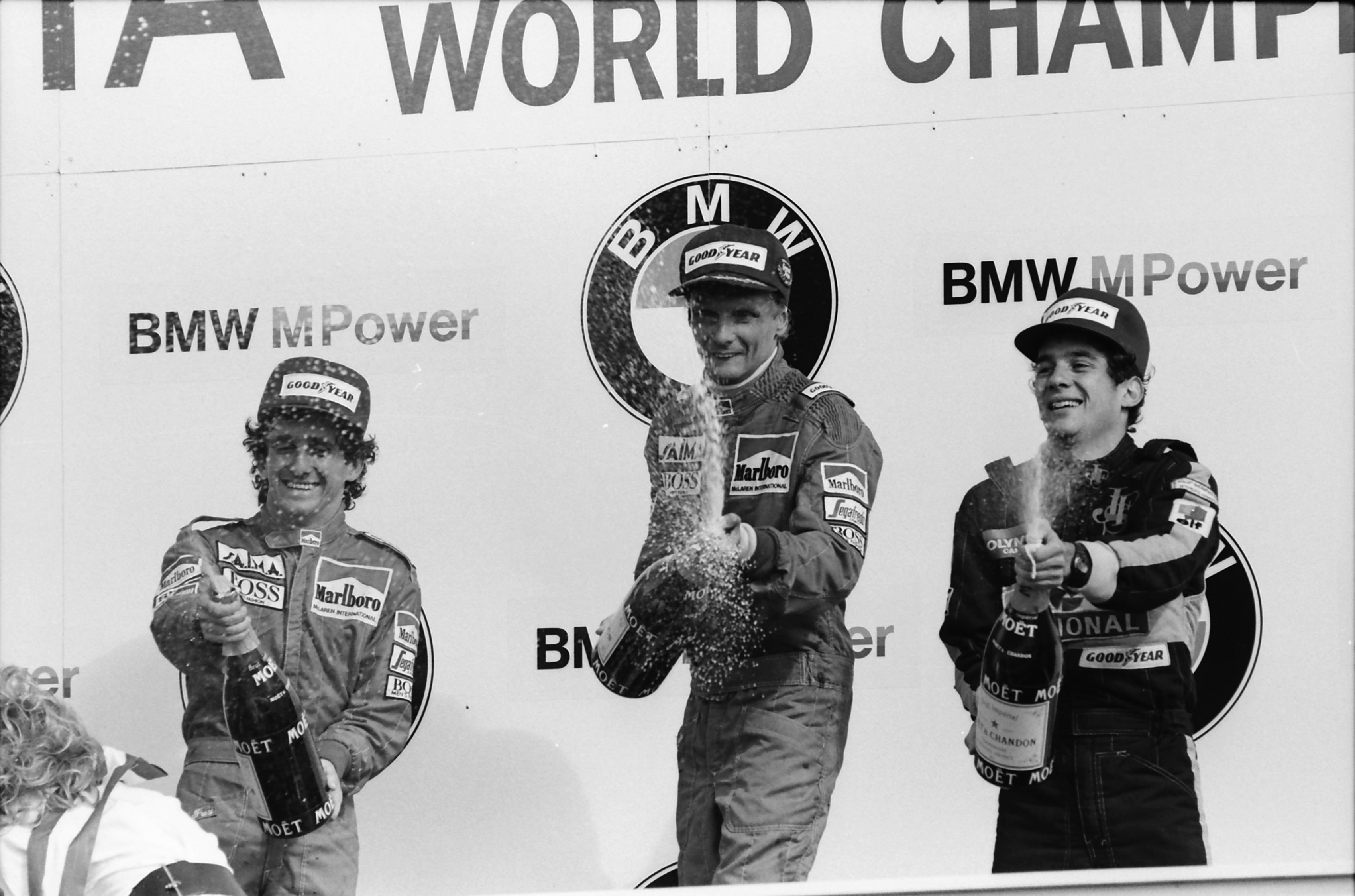
Em Zandvoort, Prost, Lauda e Senna.

A rivalidade Senna-Prost é amplamente considerada uma das rivalidades mais ferozes da Fórmula 1 até hoje. Com os dois pilotos considerados alguns dos melhores para competir na modalidade, Ayrton Senna e Alain Prost estiveram na vanguarda da direção sem medo, com a determinação implacável de vencer. Prost se juntou a Niki Lauda na McLaren em 1984, vencendo seu primeiro campeonato em 1985 e novamente em 1986. Foi o próprio Prost quem convenceu os funcionários da McLaren a contratar Senna da Lotus Fórmula 1 em 1988. Foi nesse ponto que a rivalidade começou, com Senna vencendo por pouco o campeonato de 1988 contra o Prost. A batalha pela supremacia entre companheiros de equipe veio à tona nos anos seguintes com alegações de tratamento preferencial e favoritismo em relação a Senna, levando Prost a assinar com a Ferrari em 1990. Isso levou a uma intensa rivalidade de fabricantes entre a McLaren e a Ferrari.
Senna venceu o Campeonato Sul-americano de Kart em 1977, com seu sucesso se traduzindo na arena global de karting, onde foi vice-campeão nos Campeonatos Mundiais de Kart de 1979 e 1980. Senna continuaria sua ascensão à Fórmula nos anos correspondentes. Cinco anos mais velho de Senna, Prost nasceu perto da cidade de Saint-Chamond, perto das cidades de Lyon e Saint-Étienne, na França. Deixando a escola em 1974 para se tornar um piloto de corrida em tempo integral, Prost ganhou vários campeonatos nacionais e mundiais de kart,  fazendo sua estreia na Fórmula 1 em 1980 para a McLaren comandada por Teddy Mayer.
Senna entrou no cenário da Fórmula 1 pela primeira vez por meio de suas excelentes atuações no Campeonato Britânico de Fórmula 3 em 1983. Durante este período, Williams, McLaren e Brabham tiveram Senna testando seus carros. No entanto, Senna não conseguiu uma vaga na temporada seguinte com cada uma dessas equipes, tendo que se contentar com uma vaga com Toleman, que estava em sua quarta temporada e ainda assim terminou uma corrida acima do quarto lugar. Não foi até 1988 que os dois estavam dirigindo para uma equipe McLaren revigorada e extremamente rápida, a partir do qual a dupla enfrentou uma rivalidade tenaz.
Apesar de Prost já ter conquistado dois Campeonatos Mundiais de Fórmula 1, a natureza implacável do estilo de direção de Senna muitas vezes desafiou a natureza calculada do estilo de Prost. Suas abordagens contrastantes de corrida, em combinação com os dois homens tendo um carro dominante, era inevitável que houvesse momentos altamente controversos dentro e fora da pista. Ao longo de seu tempo na Fórmula 1, Prost terminou com 51 vitórias e 4 campeonatos mundiais. Senna, antes de sua morte no Grande Prêmio de San Marino de 1994, teve 41 vitórias e 3 campeonatos mundiais em seu nome.

## Companheiros de equipe de Fórmula 1 (1988-1989)

### Temporada de 1988
A pré-temporada de 1988 foi repleta de especulações sobre quem ganharia o campeonato e como seriam as escalações de pilotos. Foi anunciado que Ayrton Senna ingressaria na equipe McLaren-Honda de Fórmula 1, tendo Prost como co-piloto. Muitos esperavam que Prost dominasse, no entanto, a natureza implacável de Senna e suas atuações no fio da navalha o fizeram ganhar seu primeiro campeonato no final da temporada.
A equipe McLaren dominou a temporada, com ambos os carros sendo muito superiores aos concorrentes. Vencendo 15 do total de 16 corridas, a Ferrari foi a única equipe a vencer a McLaren durante a temporada, com sua única vitória no Grande Prêmio da Itália de 1988 . A McLaren venceu o campeonato de construtores com o recorde de 199 pontos. Senna especificamente teve um início de temporada ruim, com uma falha na caixa de câmbio terminando seu Grande Prêmio em casa - o Grande Prêmio do Brasil de 1988 - com Prost levando a vitória. Senna registrou um total de 8 vitórias com 13 poles, enquanto Prost cruzou a linha de chegada em primeiro um total de 7 vezes com 2 poles em seu nome. Esses números começaram a mostrar o domínio de Senna em uma única volta contra a estratégia de corrida calculada de Prost.
A tensão aumentou no final da temporada, quando Prost temeu que os chefes da McLaren estivessem dando tratamento preferencial a Senna. Seus temores foram mais tarde provados corretos através de uma reunião com o chefe do departamento de P&D da Honda, Nobuhiko Kawamoto, que notou que o fabricante de motores com sede no Japão tinha uma afinidade com o "estilo de direção Samurai" de Senna. Posteriormente, foi prometido a Prost uma abordagem de equipe mais transparente, favorecendo a igualdade entre os pilotos, mas isso não aconteceu.

### Temporada de 1989
A temporada de 1989 viu Alain Prost conquistar seu terceiro título mundial e o último com a McLaren, com a equipe também conquistando o título de construtores pelo segundo ano consecutivo. O campeonato foi decidido em circunstâncias altamente controversas na penúltima corrida do ano; o Grande Prêmio do Japão de 1989 . Senna, precisando vencer, colidiu com Prost nas voltas finais da corrida, fazendo com que Prost se retirasse da corrida, apenas para Senna ser desclassificado após a corrida por voltar a entrar na pista incorretamente. Consequentemente, isso deu a Prost o título.
A temporada de 1989 viu uma série de mudanças nos regulamentos, a principal delas encerrando a era dos turbocompressores na Fórmula 1. Um novo motor de 3,5 litros com aspiração natural deveria ser usado. Apesar da Ferrari ter vencido o Grande Prêmio do Brasil de 1989, a McLaren-Honda continuou sua forma na temporada anterior. Tanto Senna quanto Prost trocaram vitórias ao longo da temporada, com a Ferrari em algumas ocasiões conseguindo desafiar o poderoso V10 McLarens. As primeiras rachaduras começaram a aparecer na garagem da McLaren no Grande Prêmio de San Marino de 1989 . Prost destacou seu descontentamento com Senna, fruto de um acordo em que quem vencesse a largada fora da linha não seria desafiado para a primeira curva em Tosa. Na retirada, Senna passou Prost para Tosa, depois que Prost assumiu a liderança desde o início e venceu por mais de um minuto. John Hogan, da Marlboro, apoiou o acordo proposto por Prost, com Senna negando que tal acordo tenha sido feito.
No Grande Prêmio da Itália de 1989, Prost deixou claras suas intenções para a temporada de 1990, sinalizando sua mudança para a Ferrari. Prost venceria o GP da Itália depois que o motor de Senna explodiu enquanto estava na frente. Enquanto estava no pódio, Prost jogou seu troféu de primeiro colocado no fanático por Ferrari, Tifosi, para desgosto e fúria de Ron Dennis e funcionários da McLaren. Senna revidou no Grande Prêmio da Espanha, deixando o campo mais uma vez, mas precisava vencer as duas corridas restantes para garantir o segundo título mundial.
O Grande Prêmio do Japão de 1989 continua sendo uma das corridas mais infames da história da Fórmula 1. Senna conquistou a pole position com Prost em segundo. Prost saltou de Senna na largada e liderou para a curva 1. Senna recuou e as posições permaneceram inalteradas. Na volta 46 de 53, Senna, desesperado para ultrapassar Prost e manter vivas suas esperanças de campeonato, tentou ultrapassar o francês na última chicane, mas Prost fechou a porta e os dois colidiram. Prost, naquela época, alegando sua inocência por ter forçado deliberadamente os McLarrens à colisão e ainda reclamar sobre a tentativa de ultrapassagem perigosa de Senna, o empurrou a ir para uma porta já fechada. Essa foi a atitude implacável de Senna, ele acenou para os marechais para um impulso - dentro das regras se um carro for considerado estacionado em uma posição perigosa. Senna voltou a entrar na corrida através de uma corrida off-road conseguiu voltar às boxes para uma nova asa dianteira, conseguindo retomar a liderança nas últimas voltas, cruzando a linha primeiro. Um longo período de silêncio se seguiu com regularidades de pódio regendo sem Senna. Senna foi desclassificado por reentrar na pista de forma ilegal, o que o impediu de conquistar o segundo título. Senna apresentou um caso à Fédération Internationale de l'Automobile (FIA), mas seu caso foi rapidamente rejeitado. Senna continuaria a protestar durante o período de entressafra, com sua batalha final apenas começando a esquentar.

## Rivalidade McLaren-Ferrari

### Temporada de 1990
A temporada de 1990 da Fórmula 1 sinalizou o início de uma intensa rivalidade de construtores entre a Ferrari e a McLaren. Com Senna ainda no comando de seu McLaren e Prost com motor Honda, recém-sentado em uma Ferrari pela primeira vez. Semelhante à temporada de 1989, o campeonato atingiu seu ápice em Suzuka . Depois de Prost tinha montado um desafio significativo título em sua Ferrari, alegando três vitórias consecutivas mid-temporada no México, França, e no britânico Grand Prix. O campeonato seria unicamente entre Senna e Prost pela terceira temporada consecutiva. Senna, rumo à penúltima corrida do calendário em Suzuka, sabia que qualquer finalização à frente de Prost, ou se a dupla cair, ele seria coroado campeão mundial.
Senna, apesar de ter garantido a pole position, ficou angustiado, reclamando que a linha interna onde o titular da pole position estava do lado mais sujo da pista. Senna protestou com o presidente da FISA, Jean-Marie Balestre, que a pole position deveria começar na linha de corrida, mas os apelos de Senna foram rejeitados. Um Senna enfurecido prometeu tentar assumir a liderança, custasse o que custasse, indo para a curva 1. Posteriormente, Prost, largando do outro lado da pista, saltou Senna. Indo para a curva 1, Senna mergulhou por dentro da Ferrari de Prost, colidindo e levando os dois pilotos para baixo do cascalho e para fora da corrida. Senna foi coroado campeão. Com a Benetton inundando o pódio, isso significava que a equipe McLaren-Honda ganharia seu 6º Campeonato de Construtores de Fórmula Um . Em discussões acaloradas após a corrida, Prost revelou seu desgosto com as táticas de Senna, publicamente criticando Senna como "nojento... e um homem sem valor", alegando que ele quase se aposentou na hora.

### Temporada de 1991

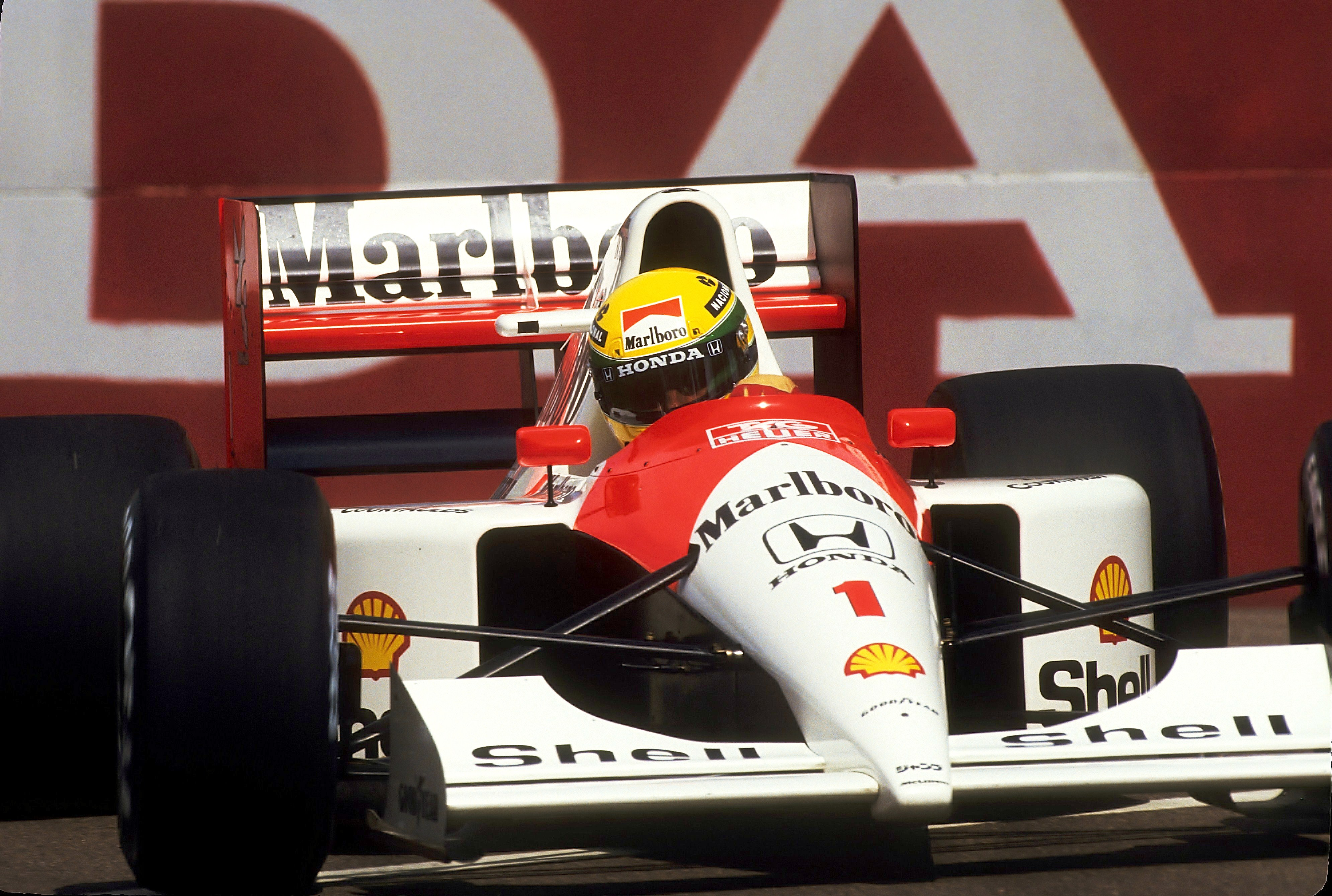
Ayrton Senna dirigindo durante o Grande Prêmio dos Estados Unidos de 1991

Mantendo sua linha de pilotos de sucesso da temporada de 1990 de Senna e Gerhard Berger, a McLaren estava no banco para a temporada de 1991. Na temporada de 1991, Senna conquistou seu terceiro e último título mundial de pilotos, com a McLaren-Honda conquistando seu quarto campeonato de construtores. Apesar das temporadas anteriores terem visto Senna e Prost batalharem consistentemente pela supremacia, seria o britânico Nigel Mansell quem estaria mais perto de desafiar Senna pelo título. No entanto, Senna dominaria as quatro primeiras corridas da temporada, efetivamente conquistando o título antes do meio da temporada. Prost, apesar de seu sucesso anterior, não conseguiu ganhar um Grande Prêmio em um ano civil pela primeira vez desde 1980. Na verdade, a Ferrari lutou muito ao longo da temporada, o Ferrari 642 e até mesmo seu sucessor, o carro 643, eram incompetentes em termos de potência do motor ou manuseio, deixando de chegar perto dos carros Williams ou McLaren. A temporada de 1991 também viu uma série de mudanças nas regras com uma vitória que agora vale 10 pontos, e cada resultado de corrida contaria para o campeonato em comparação com as temporadas anteriores, onde as 11 melhores corridas foram contadas apenas.
Com pouca competição, Senna, com seu ritmo consistente e implacável, conquistou o campeonato com 96 pontos contra 72 de Mansell. Prost foi retirado de seu assento para a última corrida da temporada devido a uma forte desavença com os chefes da Ferrari, depois de descrever o carro da Ferrari como um 'caminhão' e zombar publicamente e criticar o desempenho da equipe Ferrari.

### Temporadas de 1992-1993
A temporada de 1992 da Fórmula 1 viu o fim do período dominante da McLaren, com Nigel Mansell, de William, se tornando o primeiro piloto britânico desde James Hunt a vencer um Campeonato Mundial de Fórmula 1. Apesar de conseguir três vitórias em corridas, Senna só conseguiu o quarto lugar na classificação de pilotos no final da temporada. Prost tirou um ano das corridas após seu desentendimento com a Ferrari. A temporada de Fórmula 1 de 1993 viu Prost retornar ao grid e finalmente vencer seu quarto campeonato de pilotos, com Senna em um segundo lugar ao dirigir um McLaren com motor Ford . A vitória do Prost no campeonato o viu sinalizando para a aposentadoria, com Senna buscando novos pastos de sua McLaren de baixo desempenho.

## Resultados do Campeonato Mundial de Fórmula 1 como companheiros de equipe

### Resumo

Autografo de Prost.

| Ayrton Senna           | Ayrton Senna                                                    |
| ---------------------- | --------------------------------------------------------------- |
|                        |                                                                 |
| Informações pessoais   |                                                                 |
| Nome completo          | Ayrton Senna da Silva                                           |
| Apelido(s)             | "Beco" "O Chefe" "O Rei de Mônaco" "Magic Senna" "Rei da Chuva" |
| Nacionalidade          | brasileiro                                                      |
| Nascimento             | 21 de março de 1960 São Paulo, São Paulo, Brasil                |
| Morte                  | 1 de maio de 1994 Bolonha, Emília-Romanha, Itália               |
| Altura                 | 1,75 m                                                          |
| Registros na Fórmula 1 |                                                                 |
| Temporadas             | 1984–1994                                                       |
| Equipes                | 4 (Toleman, Lotus, McLaren e Williams)                          |
| GPs disputados         | 162 (161 largadas)                                              |
| Títulos                | 3 (1988, 1990 e 1991)                                           |
| Vitórias               | 41                                                              |
| Pódios                 | 80                                                              |
| Pontos                 | (610)1 614                                                      |
| Pole positions         | 65                                                              |
| Voltas mais rápidas    | 19                                                              |
| Primeiro GP            | GP do Brasil de 1984                                            |
| Primeira vitória       | GP de Portugal de 1985                                          |
| Última vitória         | GP da Austrália de 1993                                         |
| Último GP              | GP de San Marino de 1994                                        |
| Assinatura             |                                                                 |

| Alain Prost                          | Alain Prost                                                |
| ------------------------------------ | ---------------------------------------------------------- |
| Prost no Festival de Cannes, em 2013 |                                                            |
| Informações pessoais                 |                                                            |
| Nome completo                        | Alain Marie Pascal Prost                                   |
| Apelido(s)                           | Professor, Calculista, O Rei do Rio                        |
| Nacionalidade                        | francês                                                    |
| Nascimento                           | 24 de fevereiro de 1955 Saint-Chamond, Loire, Ródano-Alpes |
| Altura                               | 1,64 m                                                     |
| Registros na Fórmula 1               |                                                            |
| Temporadas                           | 1980-1991, 1993                                            |
| GPs disputados                       | 202 (199 largadas)                                         |
| Títulos                              | 4 (1985, 1986, 1989 e 1993)                                |
| Vitórias                             | 51                                                         |
| Pódios                               | 106                                                        |
| Pontos                               | 798.5 (768.51)                                             |
| Pole positions                       | 33                                                         |
| Voltas mais rápidas                  | 41                                                         |
| Primeiro GP                          | GP da Argentina de 1980                                    |
| Último GP                            | GP da Austrália de 1993                                    |

### Resultados completos

#### 1988
| Pos | Piloto       | BRA | SMR | MON | MEX | CAN | DET | FRA | GBR | GER | HUN | BEL | ITA | POR | ESP | JPN | AUS | Pontos   |
| --- | ------------ | --- | --- | --- | --- | --- | --- | --- | --- | --- | --- | --- | --- | --- | --- | --- | --- | -------- |
| 1   | Ayrton Senna | DSQ | 1   | Ret | 2   | 1   | 1   | 2   | 1   | 1   | 1   | 1   | 10† | (6) | (4) | 1   | 2   | 90 (94)  |
| 2   | Alain Prost  | 1   | 2   | 1   | 1   | 2   | 2   | 1   | Ret | 2   | (2) | (2) | Ret | 1   | 1   | (2) | 1   | 87 (105) |

| Cor        | Resultado             |
| ---------- | --------------------- |
| Ouro       | Vencedor              |
| Prata      | 2.º lugar             |
| Bronze     | 3.º lugar             |
| Verde      | Terminou, nos pontos  |
| Azul       | Terminou, sem pontos  |
| Púrpura    | Ret – Retirou-se      |
| Vermelho   | NQ – Não qualificado  |
| Preto      | DSQ – Desqualificado  |
| Branco     | NL – Não largou       |
| Branco     | C – Corrida cancelada |
| Azul claro | AT – Apenas Treino    |
| Sem cor    | NP – Não participou   |
| Sem cor    | Les – Lesionado       |
| Sem cor    | EX – Excluído         |

#### 1989
| Pos | Piloto       | BRA | SMR | MON | MEX | USA | CAN | FRA | GBR | GER | HUN | BEL | ITA | POR | ESP | JPN | AUS | Pontos2 |
| --- | ------------ | --- | --- | --- | --- | --- | --- | --- | --- | --- | --- | --- | --- | --- | --- | --- | --- | ------- |
| 1   | Alain Prost  | 2   | 2   | 2   | (5) | 1   | Ret | 1   | 1   | 2   | (4) | 2   | 1   | 2   | 3   | Ret | Ret | 76 (81) |
| 2   | Ayrton Senna | 11  | 1   | 1   | 1   | Ret | 7†  | Ret | Ret | 1   | 2   | 1   | Ret | Ret | 1   | DSQ | Ret | 60      |

| Cor        | Resultado             |
| ---------- | --------------------- |
| Ouro       | Vencedor              |
| Prata      | 2.º lugar             |
| Bronze     | 3.º lugar             |
| Verde      | Terminou, nos pontos  |
| Azul       | Terminou, sem pontos  |
| Púrpura    | Ret – Retirou-se      |
| Vermelho   | NQ – Não qualificado  |
| Preto      | DSQ – Desqualificado  |
| Branco     | NL – Não largou       |
| Branco     | C – Corrida cancelada |
| Azul claro | AT – Apenas Treino    |
| Sem cor    | NP – Não participou   |
| Sem cor    | Les – Lesionado       |
| Sem cor    | EX – Excluído         |

## Legado entre os pilotos
Sempre conhecido como uma das, senão, a maior rivalidade da Fórmula 1, Ayrton Senna e Alain Prost foram duas das influências mais poderosas no automobilismo até hoje. Com um pedigree insaciável para vencer e uma determinação implacável para vencer, Senna, até hoje é amplamente considerado um piloto que ocorre uma vez em uma geração. Com velocidade estonteante e um nível de força de vontade muito superior ao de seus concorrentes, Senna foi considerado referência para pilotos de todo o mundo. No entanto, em um aspecto algo complementar, Alain Prost abordagem intensa, tática e metódica das corridas o viu competir até o fim com Senna. Prost, ao contrário de qualquer outro piloto, foi capaz de enfrentar um revés no olho e se transformar em algo tão grande quanto uma vitória de corrida. Prost exemplificou um nível de profissionalismo talvez maior do que Senna, reconhecendo os momentos-chave para capitalizar.
Com a carreira de Prost chegando ao fim na temporada de 1993, o cenário estava montado para que Senna se declarasse o verdadeiro maior. No entanto, como costuma ser o caso com um esporte tão perigoso e implacável como a Fórmula 1, Senna foi cruelmente negada a oportunidade de agraciar sua habilidade no futuro. Morto nos estágios iniciais do Grande Prêmio de San Marino de 1994, a Williams de Senna colidiu em alta velocidade com uma barreira na infame curva 4 "Tamburello", causando dor e perdas generalizadas. Com Prost regularmente presente na grade e no paddock, ele mais do que ninguém reconheceu o significado da passagem de Senna.
Senna e Prost reconciliaram seu relacionamento, como visto através de uma volta a bordo com Senna, que foi citado por ter dito "Um alô especial ao nosso querido amigo Alain. Todos nós sentimos sua falta, Alain." Prost ficou emocionado com as palavras gentis de Senna. A dupla concordou em se encontrar antes de Mônaco para discutir a segurança e as mudanças nos regulamentos do esporte.